# Asha Bhosle
Pour les articles homonymes, voir Bhosle.
Asha Bhosle (en hindi : आशा भोंसले), née Asha Mangeshkar le 8 septembre 1933 à Sangli au Maharashtra, est une chanteuse indienne. Elle apparaît dans près de 950 films de Bollywood.
Elle est la sœur cadette de Lata Mangeshkar, elle-même chanteuse et détentrice selon le Livre Guinness des records du titre de la chanteuse ayant le plus enregistré au monde. Asha Bhosle peut toutefois lui disputer le titre avec pour sa part 12 000 chansons enregistrées.
Le 8 mai 2014, elle a donné un concert au Théâtre du Châtelet à Paris, dans le cadre d'une tournée mondiale.
Entre 2011 et 2022, le cinéaste français Gérard Courant a réalisé une soixantaine de clips video des chansons les plus célèbres d'Asha Bhosle, dont la moitié a été tournée à Dubaï. Ils sont tous visibles sur le site de partage vidéo YouTube.

## Filmographie sélective
- 1999 : Taal - Musique : A.R. Rahman - Paroles : Anand Bakshi
- 2005 : Lucky : No Time For Love - Musique : Adnan Sami

## Récompenses
- Prix Dadasaheb Phalke en 2001
- Filmfare Awards
  - 1968 : Meilleure chanteuse de playback pour « Garibon Ki Suno » (Dus Lakh)
  - 1969 : Meilleure chanteuse de playback pour « Parde Mein Rehne Do » (Shikaar)
  - 1972 : Meilleure chanteuse de playback pour « Piya Tu Ab To Aaja » (Caravan)
  - 1973 : Meilleure chanteuse de playback pour « Dum Maro Dum » (Haré Raama Haré Krishna)
  - 1974 : Meilleure chanteuse de playback pour « Hone Lagi Hai Raat Jawan » (Naina)
  - 1975 : Meilleure chanteuse de playback pour « Chain Se Kabhi » (Pran Jaye Par Vachan Na Jaye)
  - 1979 : Meilleure chanteuse de playback pour « Yeh Mera Dil Pyar Ka diwana » (Don)
  - 2001 : Filmfare Award d'honneur pour l'ensemble d'une carrière